# Жіноча збірна Швеції з футболу

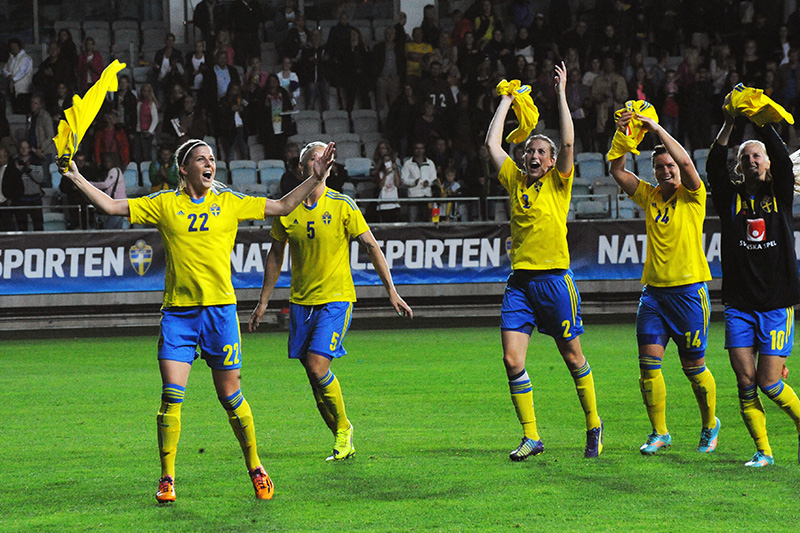
Шведські дівчата святкують перемогу

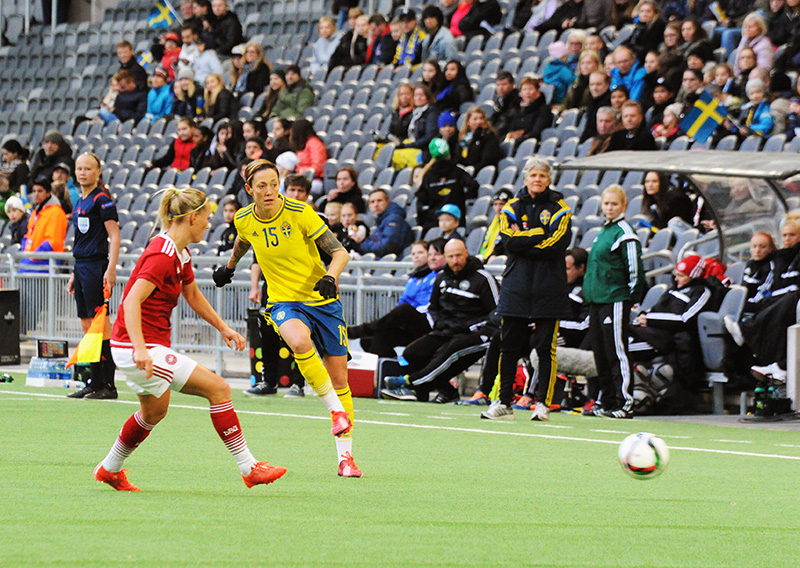
Скандинавське дербі: Швеція - Данія (8 квітня 2015)

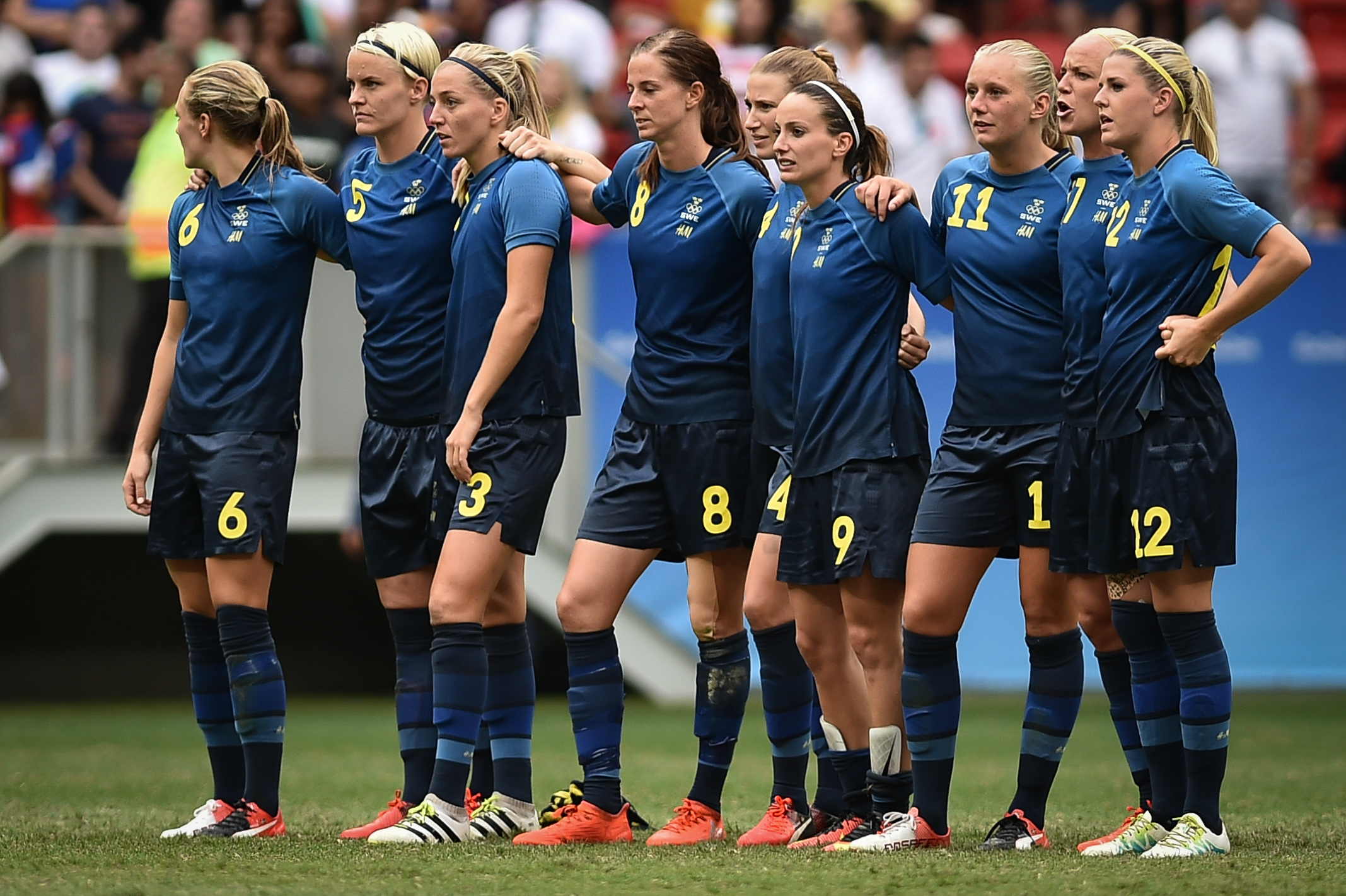
Гравчині Швеції під час серії пенальті (Олімпійські ігри в Ріо)

Жіноча збірна Швеції з футболу (швед. Sveriges damlandslag i fotboll) — національна збірна Швеції з футболу, яка виступає на футбольних турнірах серед жінок. Знаходиться під керівництвом Шведського футбольного союзу. Відома тим, що виграла чемпіонат Європи 1984 року серед жінок, а на першості світу 2003 дійшла до фіналу. Також в 2016 та 2020 роках грала у фіналах на Літніх Олімпіадах.

## Статистика

### Чемпіонати світу
| Рік  | Місце          |
| ---- | -------------- |
| 1991 | 3-є місце      |
| 1995 | Чвертьфінал    |
| 1999 | Чвертьфінал    |
| 2003 | Фіналіст       |
| 2007 | Груповий раунд |
| 2011 | 3-є місце      |
| 2015 | 1/8 фіналу     |
| 2019 | 3-є місце      |
| 2023 | 3-є місце      |

### Олімпійські ігри
| Рік  | Результат               |
| ---- | ----------------------- |
| 1996 | Груповий етап           |
| 2000 | Груповий етап           |
| 2004 | 4-е місце               |
| 2008 | Чвертьфінал             |
| 2012 | Чвертьфінал             |
| 2016 | Фіналіст                |
| 2020 | Фіналіст                |
| 2024 | Не пройшла кваліфікацію |

### Чемпіонати Європи
| Рік  | Місце                   |
| ---- | ----------------------- |
| 1984 | Чемпіон                 |
| 1987 | Фіналіст                |
| 1989 | 3-є місце               |
| 1991 | не пройшла кваліфікацію |
| 1993 | не пройшла кваліфікацію |
| 1995 | Фіналіст                |
| 1997 | 1/2 фіналу              |
| 2001 | Фіналіст                |
| 2005 | 1/2 фіналу              |
| 2009 | чвертьфінал             |
| 2013 | 1/2 фіналу              |
| 2017 | чвертьфінал             |
| 2022 | 1/2 фіналу              |
| 2025 | чвертьфінал             |

* Рамкою виділено рік, коли країна була господарем чемпіонату
** Золотистий колір — 1-е місце, срібний — 2-е, бронзовий — 3-є

## Досягнення
- Чемпіонат Європи : 
  -  Чемпіон (1):  1984
  -  Срібло (3): 1987, 1995, 2001
  -  Бронза (5): 1989, 1997, 2005, 2013, 2022
- Чемпіонат світу : 
  -  Срібло (1):  2003
  -  Бронза (4):  1991, 2011, 2019, 2023
- Олімпійскі ігри: 
  -  Срібло (2):  2016, 2020